# 周显欣
周显欣（1976年—），女，汉族，贵州贵阳人，中国演员，因外表酷似“巩俐”而走红，因电影《高考1977》而获得中国第13届华表奖优秀故事片奖、第五届中美电影节金天使奖而受关注。

## 生平
1976年出生于贵州省贵阳市一个工人家庭。
2000年考入华西医科大学临床医学专业本科班，2004年毕业。
2004年 为了学习表演考入中央戏剧学院表演专业就读研究生，后获表演硕士学位。
2005年起，在电影《高考1997》《铜鼓》、电视剧《红粉世家》《岳母的幸福生活》等作品中飾演主角。

## 出演作品

### 电视剧
| 上映时间 | 电视剧             | 扮演角色       | 备注       |
| -------- | ------------------ | -------------- | ---------- |
| 2002年   | 《誓言无声》       | 许婉云         |            |
| 2003年   | 《红粉世家》       | 苏琪           |            |
| 2004年   | 《风满楼》         | 茹月           |            |
| 2005年   | 《爱本无罪》       | 吴依凡         |            |
| 2006年   | 《逃亡香格里拉》   | 竹香           |            |
| 2007年   | 《雾柳镇》         | 大红           |            |
| 2008年   | 《誓言永恒》       | 许婉云         |            |
| 2009年   | 《侦探小说》       | 唐梦云         |            |
| 2011年   | 《国家命运》       | 秦小阳         |            |
| 2012年   | 《岳母的幸福生活》 | 申兰           |            |
| 2013年   | 《大盛魁》         | 孙香玉         | 2009年拍攝 |
| 2013年   | 《你是我的亲人》   | 李淑霞         |            |
| 2014年   | 《金战》           | 罗天晴         |            |
| 2015年   | 《婚姻时差》       | 赵晓菲         |            |
| 2015年   | 《给幸福下订单》   | 柳悦           |            |
| 2015年   | 《大舜》           | 季好           | 2011年拍攝 |
| 2017年   | 《沧海一粟》       | 陈晓君/葵花    | 2008年拍攝 |
| 2018年   | 《许你浮生若梦》   | 刘淑珍         |            |
| 2018年   | 《那座城这家人》   | 林智燕         |            |
| 2019年   | 《东宫》           | 方尚儀         |            |
| 2021年   | 《觉醒年代》       | 高君曼         |            |
| 2022年   | 《亲子鉴定师手记》 | 方蔓           | 網絡劇     |
| 2022年   | 《二十不惑2》      | 丁一煊母親     |            |
| 2022年   | 《胡同》           | 李大嬸         |            |
| 2023年   | 《女士的品格》     | 宫里           | 客串       |
| 2023年   | 《曾少年》         | 楊澄媽媽       |            |
| 2023年   | 《田耕纪》         | 张氏           | 網絡劇     |
| 2023年   | 《我知道我爱你》   | 趙晉母親       | 客串       |
| 2024年   | 《狗剩快跑》       | 小翠娘         | 网絡剧     |
| 2024年   | 《群星闪耀时》     | 何晚亭（華母） |            |
| 待播     | 《鸿雁》           |                |            |
| 待播     | 《孙中山》         | 吴可怡         |            |

### 电影
| 上映时间 | 电影                   | 扮演角色 |
| -------- | ---------------------- | -------- |
| 2003年   | 《都市没有地平线》     | 林小丹   |
| 2004年   | 《铜鼓》               | 梅措     |
| 2008年   | 《雪地疑案》           | 郑敏     |
| 2009年   | 《小李广花案》         | 萧萧     |
| 2009年   | 《高考1977》           | 陈琼     |
| 2010年   | 《河长》               | 成晨     |
| 2011年   | 《午夜凶梦》           | 方蕾     |
| 2012年   | 《国宝疑云》           | 香云     |
| 2013年   | 《十三根金条》         | 莲姑     |
| 2022年   | 《非凡守护》(網絡電影) |          |

### 话剧
- 2012年 话剧《意外来客》扮演角色“劳拉.沃尔克”

## 獲獎
- 2002年 CCTV-6电影频道“最佳民族电影”奖，作品电影《铜鼓》
- 2003年 中国第11届大学生电影节“十佳数字电影”奖，作品电影《都市没有地平线》
- 2004年 中国100影视新星榜“最具潜力女演员”奖
- 2005年 浙江省第十六届电视“牡丹奖”杰出演员奖，作品电视剧《爱本无罪》
- 2008年 中国第13届华表奖优秀故事片奖，作品电影《高考1977》
- 2008年 第五届中美电影节“金天使“大奖，作品电影《高考1977》
- 2011年 2011年度黔沿榜“年度女演员”奖